# Juan Manuel Castillo
Juan Manuel Castillo fue un político peruano. 
Fue elegido diputado suplente por la provincia de Paruro entre 1868 y 1871 durante el gobierno de José Balta y reelecto en 1872 durante el gobierno de Manuel Pardo.